# کشیم‌های نوک‌نیزه‌ای
کشیم‌های نوک‌نیزه‌ای (نام علمی: Aechmophorus) نام یک سرده از تیره کشیم است.

## گونه ها
- کشیم غربی, Aechmophorus occidentalis
- کشیم کلارک, Aechmophorus clarkii